# 제4회 한게임 장기 챔피언스리그
제4회 한게임 장기 챔피언스리그는 온라인 게임 포털 사이트인 한게임에서 2010년에 개최되었던 장기 기전 및 이벤트이다. 선발된 장기 기사들의 풀 리그전이 치러진 뒤, 최종 합산 성적 상위 2명을 선발한 후, 합산 점수 상위 1,2위끼리 3번기 대국을 한다.

## 선발된 장기 기사
- 공현선二단
- 김경중九단
- 김동일三단
- 김동학四단
- 안동건七단
- 윤정보二단
- 허금산二단
- 황문수九단

## 풀 리그전
| 선수명 | 공현선 | 김경중 | 김동일 | 김동학 | 안동건 | 윤정보 | 허금산 | 황문수 | 총전적  |
| 공현선 | x      | 패     | 승     | 패     | 승     | 승     | 패     | 승     | 4승 3패 |
| 김경중 | 승     | x      | 승     | 패     | 승     | 패     | 패     | 패     | 3승 4패 |
| 김동일 | 패     | 패     | x      | 패     | 승     | 승     | 패     | 승     | 3승 4패 |
| 김동학 | 승     | 승     | 승     | x      | 승     | 패     | 승     | 승     | 6승 1패 |
| 안동건 | 패     | 패     | 패     | 패     | x      | 패     | 패     | 패     | 7패     |
| 윤정보 | 패     | 승     | 패     | 승     | 승     | x      | 패     | 승     | 4승 3패 |
| 허금산 | 승     | 승     | 승     | 패     | 승     | 승     | x      | 패     | 5승 2패 |
| 황문수 | 패     | 승     | 패     | 패     | 승     | 패     | 승     | x      | 3승 4패 |

- 각 기사 간의 대국은 단판으로 진행되었으며, 250수까지 승부가 나지 않았을 경우, 남은 기물의 점수로 승패를 가린다.
- 만약 총전적이 동일한 경우, 한게임 장기의 미션 포인트에 따라 순위를 정한다.

### 풀리그전 최종순위
| 순위 | 기사명     | 전적    |
| ---- | ---------- | ------- |
| 1    | 김동학四단 | 6승 1패 |
| 2    | 허금산二단 | 5승 2패 |
| 3    | 공현선二단 | 4승 3패 |
| 3    | 윤정보二단 | 4승 3패 |
| 5    | 김경중九단 | 3승 4패 |
| 5    | 김동일三단 | 3승 4패 |
| 5    | 황문수九단 | 3승 4패 |
| 8    | 안동건七단 | 7패     |

## 결승전
결승전 진출 선수
- 김동학四단
- 허금산二단

### 결승전 결과
| 김동학四단 | 2 |
| 허금산二단 | 0 |

- 우승 : 김동학四단
- 준우승 : 허금산二단